# El cementerio de los cuentos sin contar
El cementerio de los cuentos sin contar (2024) es una obra del realismo mágico y la séptima novela de la escritora dominicana-estadounidense Julia Álvarez. El libro sigue a Alma, una autora prolífica que, después de retirarse de su trabajo docente y de su carrera como escritora, hereda un terreno en la República Dominicana, donde decide crear un cementerio para sus manuscritos y notas inacabadas. La edición en español se publicó el mismo día que la edición en inglés.

## Trama
Alma Cruz, de sesenta y tantos años, ha tenido una exitosa carrera como novelista y profesora. Al jubilarse del mundo académico, jura que también dejará de escribir. Su mayor deseo es regresar de Estados Unidos a la patria de su familia, la República Dominicana, y vivir tranquilamente, pero ahora debe lidiar con todas sus cajas llenas de notas y manuscritos de libros que nunca llegó a escribir.  Entonces, cuando Alma hereda un terreno en la República Dominicana, construye allí un cementerio para sus historias y personajes no contados, cuyas vidas intentó dar, pero no pudo, a la luz. 
Alma contrata a una mujer local llamada Filomena que vive cerca para cuidar y mantener el cementerio. Quema sus cajas de notas y manuscritos, excepto dos que no arden: una contiene notas para un libro sobre su enigmático padre, el Dr. Manuel Cruz; la otra es una investigación para un libro sobre la segunda esposa del dictador dominicano Rafael Trujillo, Bienvenida Inocencia Ricardo Trujillo, olvidada por la historia. Entonces, Alma decide enterrarlos en el cementerio con la ayuda de Filomena. Sin embargo, aunque Alma desea paz para ella y sus personajes, una vez enterrados, estos comienzan a manifestarse, hablando entre ellos y con Filomena.  Así, los personajes se reconcilian y toman la iniciativa de contar sus propias historias, algo que su narradora nunca hizo.

## Desarrollo
La novela se basó en la propia experiencia de Álvarez como autora exitosa, quien tenía 'un sótano lleno de [manuscritos]' de historias no escritas: 
“Cuando perdí la vista de un ojo, me sentí desconsolada al pensar que todos mis personajes no realizados y sus historias inconclusas podrían no ver la luz del día. Así que, muy lentamente y con gran frustración al principio, mientras aprendía a trabajar de nuevas maneras con una visión limitada, creé un lugar donde finalmente pudieran completarse”.
Al enterrar historias, la novela se conecta con las raíces dominicanas de Álvarez "de la santería, [y un] mundo espiritual que tanto permea nuestras culturas caribeñas". 

## Temas
El cementerio de los cuentos sin contar explora temas relacionados con "la amistad, el amor, la hermandad, la vida entre culturas y cómo las personas pueden verse atormentadas por las cosas que no terminan", así como "temas como la misoginia, la migración, la infidelidad y la injusticia". 

## Recepción
Según el agregador de reseñas de libros Book Marks, El cementerio de historias no contadas recibió seis críticas "elogiosas" y una crítica "positiva".  Escribiendo para The Boston Globe, Gabino Iglesias calificó la novela como "un libro sobre el poder de las narrativas y la forma en que nos moldean" mientras que Marcela Davison Avilés de NPR se refirió a ella como "una historia que es a la vez lánguida y urgente en la creación de un mundo a partir de sucesos mágicos [...] Siempre hay algo mágico por descubrir en una historia, y eso es especialmente cierto en el lugar de aterrizaje de Álvarez". Según Publishers Weekly, "Álvarez combina a la perfección el realismo mágico con emotivos retratos de personajes. Esto rebosa del embriagador poder de la narración". 